# Fudai-daimyō
Fudai-daimyō (jap. 譜代大名 fudai-daimyō) – dziedziczni wasale rodu Tokugawa; rody, które popierały Ieyasu Tokugawę przed bitwą pod Sekigahara; klasa daimyō w feudalnej Japonii okresu Edo.

## Geneza
Wyłączając shimpan-daimyō, czyli rody spokrewnione z Tokugawami, daimyō podzieleni zostali na dwie kategorie – fudai-daimyō i tozama-daimyō. Fudai-daimyō byli dziedzicznymi wasalami Tokugawów jeszcze przed bitwą pod Sekigaharą w 1600. Natomiast mianem tozama-daimyō byli określani „zewnętrzni”, feudałowie, którzy dopiero po zwycięstwie rodu Tokugawa uznali ich władzę.
Grupę fudai-daimyō stanowiły rodziny, które służyły Tokugawom przed osiągnięciem przez ten klan hegemonii w Japonii. Niektóre z nich to Honda, Sakai, Sakakibara, Ii, Itakura i Mizuno. Założycielami tych klanów byli „czterej wielcy generałowie” Ieyasu Tokugawy: Tadakatsu Honda, Yasumasa Sakakibara, Tadatsugu Sakai i Naomasa Ii. Do fudai-daimyō zaliczano też niektóre gałęzie rodu Matsudaira (którego częścią był klan Tokugawa), pozostające przy nazwisku Matsudaira.

## Okres Edo
Kiedy Ieyasu Tokugawa doszedł do władzy i liczba jego lenn (han) wzrosła, zaczął rozdawać majątki ziemskie swoim wasalom, dzięki czemu wielu z nich stało się daimyō. W przeciwieństwie do tozama-daimyō, fudai-daimyō zwykle posiadali niewielkie lenna, lecz położone w strategicznych miejscach: przy głównych drogach lub w regionie Kantō, w pobliżu siedziby siogunatu w Edo.
Ród Ii posiadał majątek przynoszący dochód w wysokości 300 000 koku, Sakai – 140 000 koku, pozostałe rody, których było ok. 135, posiadały majątki od 10 000 do od 50 000 koku.
Członkowie rodów fudai-daimyō obsadzali ważne stanowiska w ramach bakufu, np. rōjū (rada starszych), czy waka-doshiyori (rada młodszych starostów).

## Okres Meiji
Fudai-daimyō władali swoimi lennami do czasu restauracji Meiji, a więc likwidacji systemu hanów i utworzenia w ich miejsce prefektur w 1871 roku. Po reformach rody te otrzymały tytuł kazoku (właśc. daimyō-kazoku), analogiczny do brytyjskich parów w nowym systemie nomenklatury arystokratycznej.

## Sławni fudai-daimyō

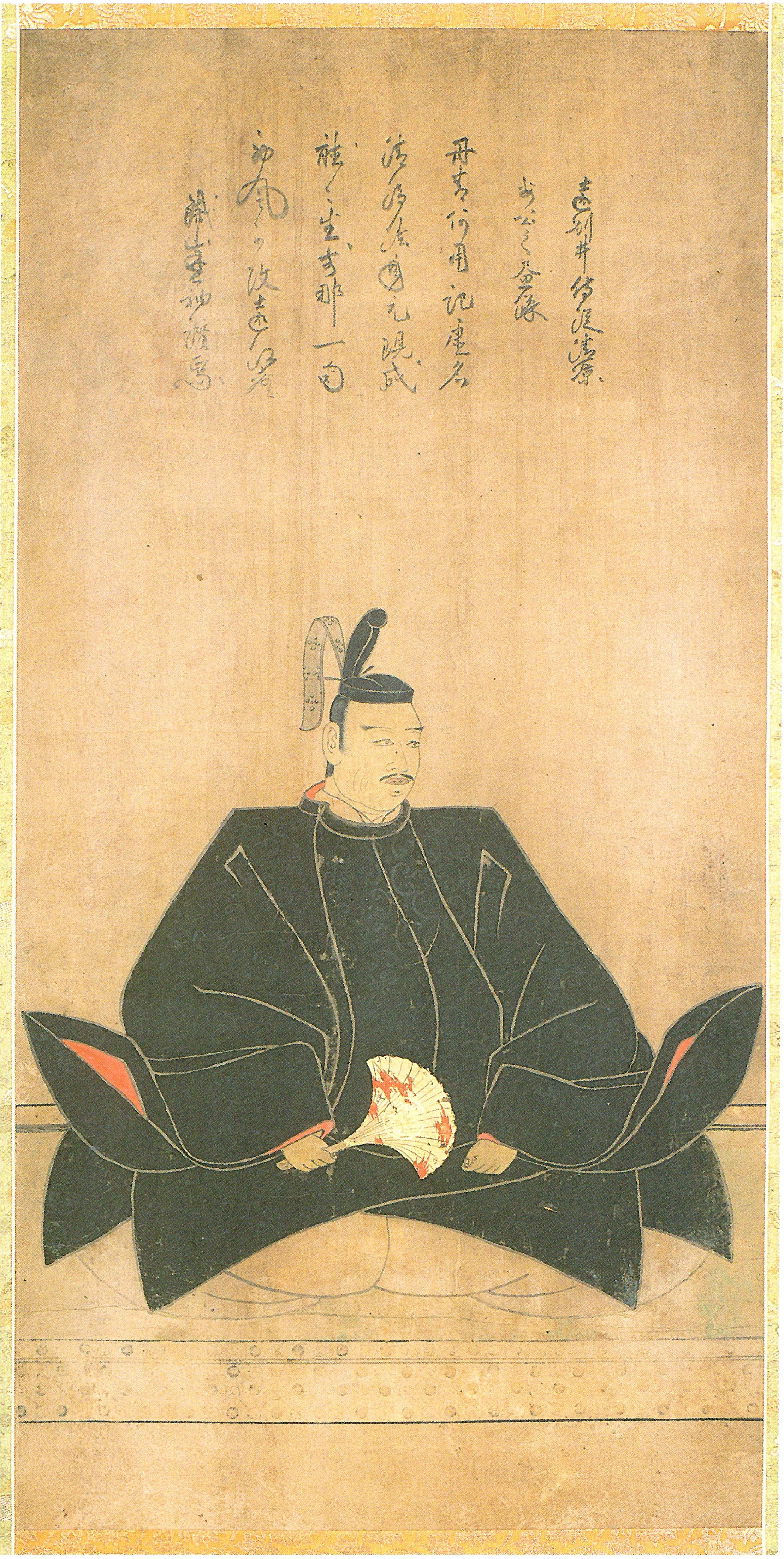
Naomasa Ii (1561–1602)
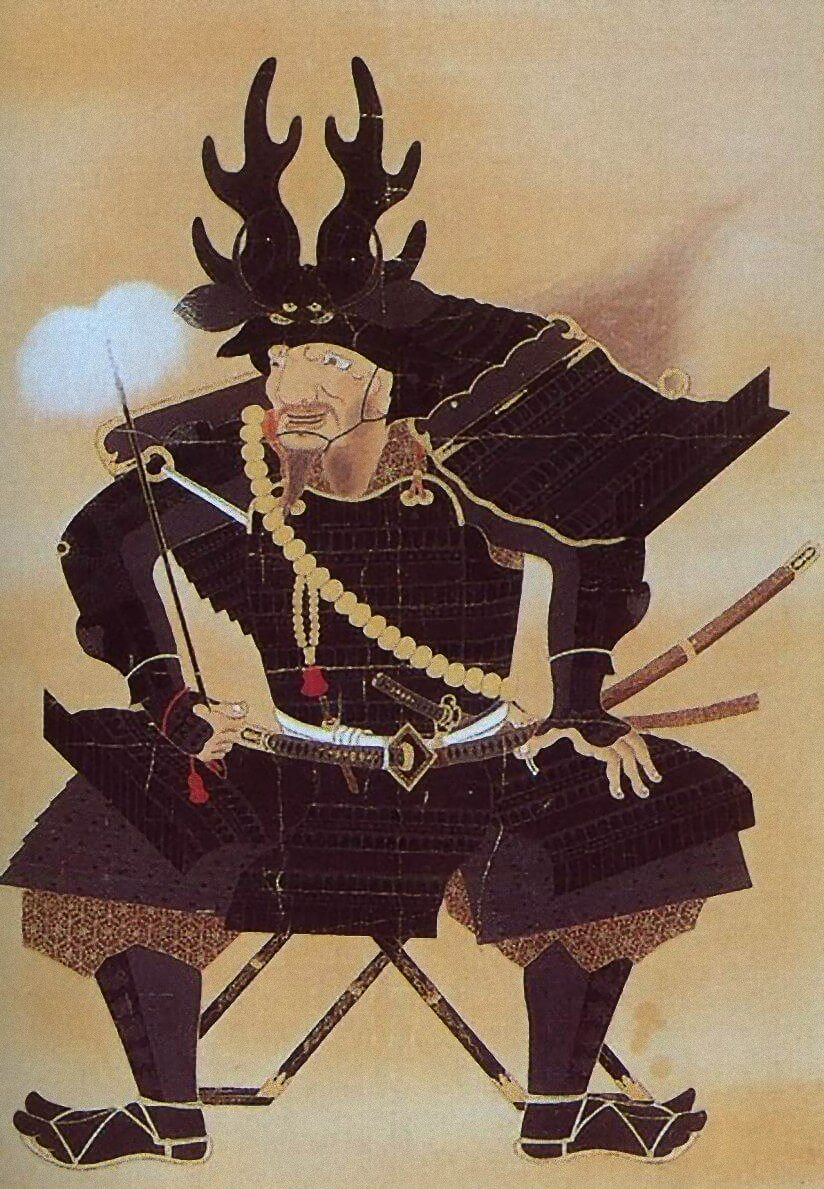
Tadakatsu Honda (1548–1610)
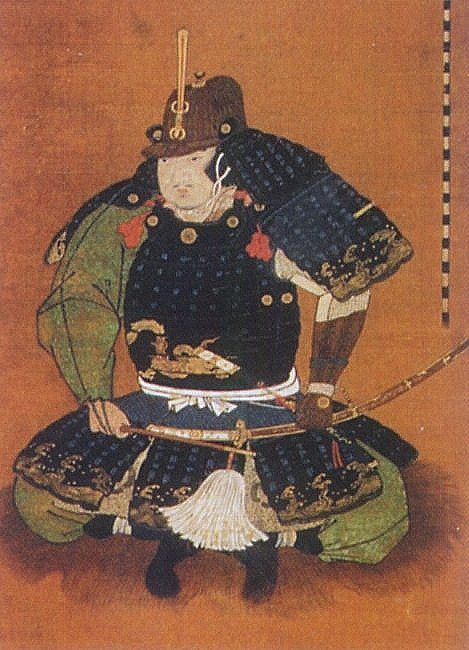
Yasumasa Sakakibara (1548–1606)
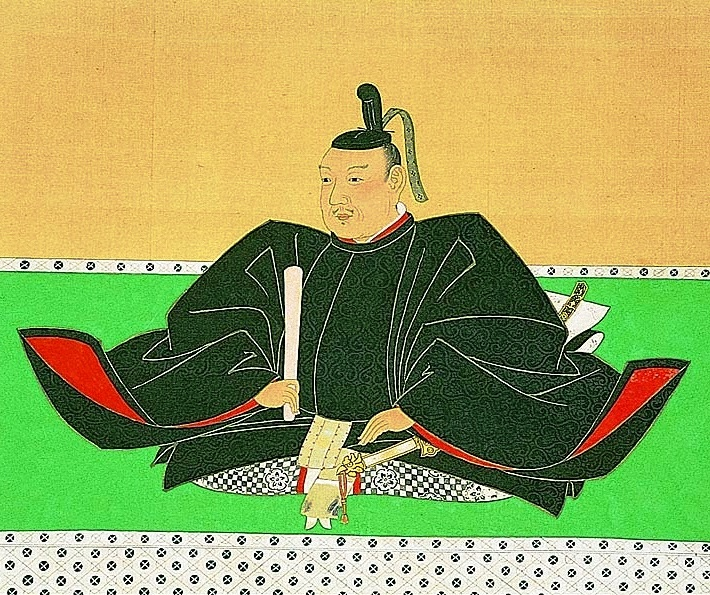
Tadatsugu Sakai (1527–1596)